# Anolis placidus
Anolis placidus (неїбанський гілочковий аноліс) — вид ігуаноподібних ящірок родини анолісових (Dactyloidae). Ендемік Домініканської Республіки.

## Поширення і екологія
Неїбанські гілочкові аноліси мешкають в горах Сьєрра-де-Неїба на острові Гаїті. Вони живуть в гірських хмарних лісах, на висоті від 1710 до 1900 м над рівнем моря.

## Збереження
МСОП класифікує цей вид як такий, що перебуває під загрозою зникнення. Anolis placidus загрожує знищення природного середовища.